# Bolborhinum laessicolle
Bolborhinum laessicolle är en skalbaggsart som beskrevs av Leon Fairmaire 1856. Bolborhinum laessicolle ingår i släktet Bolborhinum och familjen Bolboceratidae. Inga underarter finns listade.